# نشاط جلدي كهربي

عينة من إشارة الاستجابة الجلدية الغلفانية، مُدتها 60 ثانية

النشاط الجِلْدي الكَهربي (اختصارًا EDA) هو خاصيةٌ للجسد البشري تسبب تباينًا مستمرًا في الخصائص الكهربيّة للجلد. عُرفت هذه الخاصية سابقًا باسم المواصلة الجلدية، الاستجابة الجلدية الغلفانيّة (GSR)، الاستجابة الجلدية الكهربية (EDR)، المنعكس النفسي الغلفاني (PGR)، استجابة المواصلة الجلدية (SCR)، الاستجابة الجلدية الوديّة (SSR)، مستوى المواصلة الجلدية (SCL). أدى التاريخ الطويل من البحث في الخصائص الكهربية النشطة والسلبية للجلد عبر مجموعة متنوعةٍ من التخصصات إلى زيادةٍ في الأسماء، والتي أصبحت الآن موحدةً تحت النشاط الجلدي الكهربي (EDA).
تذكرُ النظرية التقليدية للنشاط الجلدي الكهربي، أنَّ مقاومة الجلد تختلف باختلاف حالة الغُدد العرقية في الجلد، حيث يُتحكم في التعرق عن طريق الجهاز العصبي الودي، وتوصيل الجلد هو مؤشر على الإثارة النفسية أو الفزيولوجية. إذا كان الفرع الودي من الجهاز العصبي الذاتي شديد الإثارة، فإنَّ نشاط الغدد العرقية يزيد أيضًا، مما يؤدي بدوره إلى زيادة المواصلة الجلدية. بهذه الطريقة، يمكن أن تكون المواصلة الجلدية مقياسًا للاستجابات العاطفية والوديّة. تُشير الأبحاث الحديثة والظواهر الإضافية (المقاومة، الكمون، المعاوقة، المواصلة الكهروكيميائي الجلدية، القبولية، وأحيانًا استجابة وأحيانًا عفوية على ما يبدو) إلى أنَّ النشاط الجلدي الكهربي أكثر تعقيدًا مما يبدو، ويستمر البحث في مصدر وأهمية هذا النشاط.